# Campoctonus
Campoctonus is een geslacht van insecten uit de orde vliesvleugeligen (Hymenoptera) en de familie Ichneumonidae.

## Soorten
- C. australis Walley, 1977
- C. belfragei (Ashmead, 1890)
- C. bicolor Walley, 1977
- C. carinatus (Provancher, 1879)
- C. corruptus (Cresson, 1872)
- C. coxalis Walley, 1977
- C. currani (Viereck, 1925)
- C. flavidus Walley, 1977
- C. harringtoni (Viereck, 1925)
- C. politus Walley, 1977
- C. townesi Walley, 1977